# Kappenlangur
Der Kappenlangur (Trachypithecus pileatus) ist eine Primatenart aus der Gruppe der Schlankaffen (Presbytini). 

## Merkmale
Kappenlanguren sind wie alle Haubenlanguren schlank gebaute Primaten mit einem langen Schwanz. Die Kopfrumpflänge beträgt 49 bis 71 Zentimeter, der Schwanz wird 83 bis 100 Zentimeter lang. Männchen erreichen 11,5 bis 14 Kilogramm und Weibchen 9,5 bis 11,5 Kilogramm. Sie zählen somit zu den schwersten Haubenlanguren. Ihr Fell ist am Rücken dunkelgrau oder schwarz gefärbt, der Bauch ist meist cremefarben oder gelblich, kann aber auch orangefarben oder rötlich sein. Das dunkle Gesicht ist von helleren Haaren umgeben, an der Oberseite befindet sich der für die Gattung typische Haarschopf. Hinsichtlich der Fellfärbung werden drei Unterarten unterschieden: T. p. pileatus hat einen graugelben oder orangefarbenen Bauch, T. p. brahma hat einen weißgelben Bauch und einen auffallend hellen Haarschopf. T. p. tenebricus hat einen dunkleren Rücken als die anderen Unterarten, bei Männchen dieser Unterart ist der Bauch weiß und bei Weibchen hellrot.

## Verbreitung und Lebensraum

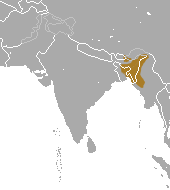
Verbreitungsgebiet des Kappenlanguren

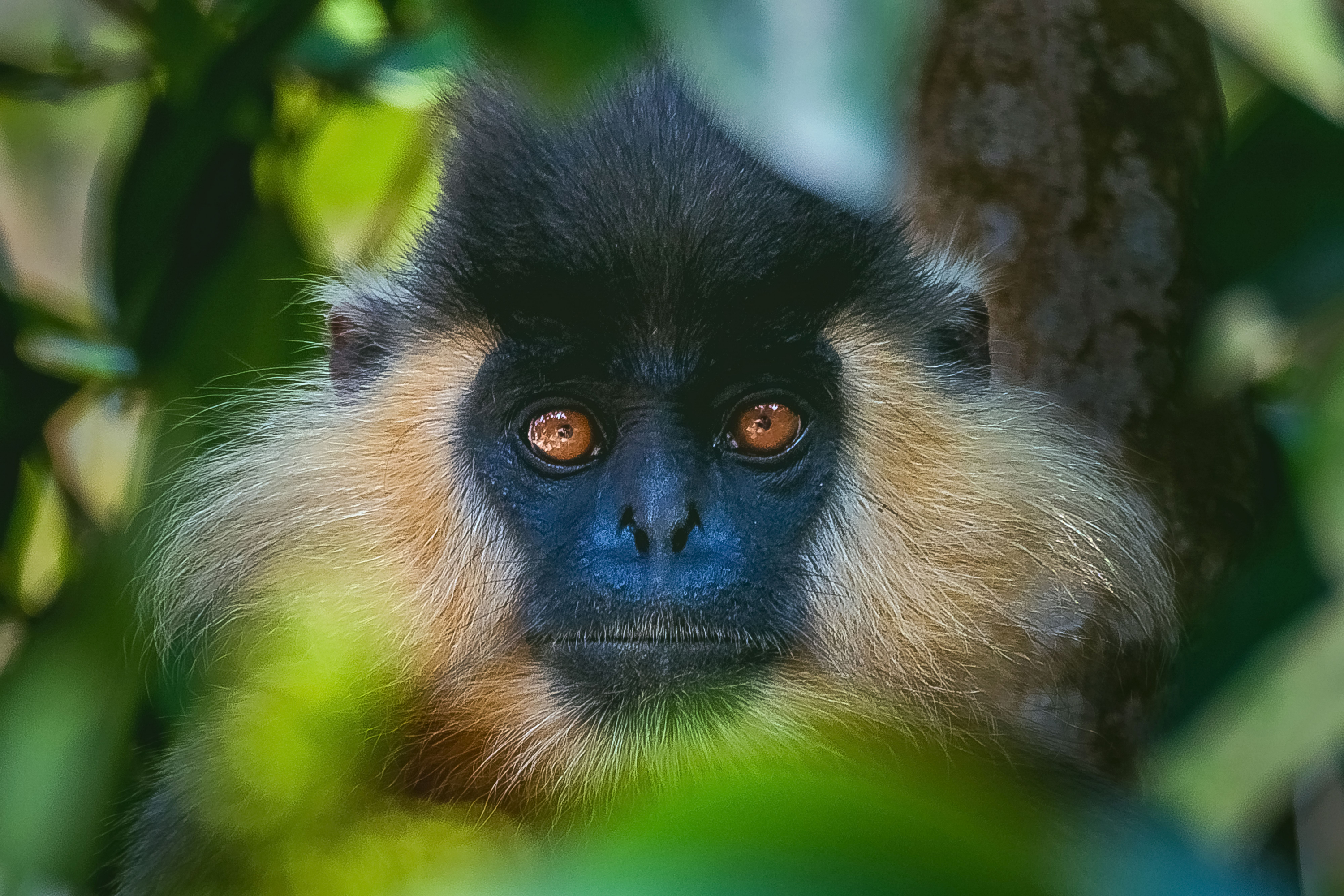
Kappenlangur

Kappenlanguren sind im nordöstlichen Indien, in Bangladesch und im westlichen Myanmar beheimatet. Lebensraum dieser Art sind Wälder, wobei sie in verschiedenen Waldtypen vorkommen.

## Lebensweise
Diese Primaten sind tagaktive Baumbewohner, die selten auf den Boden kommen. Sie leben in Gruppen von 2 bis 15 Tieren, dies sind meist Haremsgruppen mit einem Männchen, mehreren Weibchen und dem dazugehörigen Nachwuchs. Die übriggebliebenen Männchen leben einzelgängerisch oder in Junggesellengruppen. Die Männchen einer Haremsgruppe reagieren vor allem gegenüber diesen reinen Männchengruppen sehr aggressiv, da andere Männchen versuchen könnten, die Herrschaft in der Haremsgruppe zu übernehmen oder Weibchen zur Gründung einer eigenen Gruppe abspenstig zu machen. Diese Tiere sind territorial, die Streifgebiete der einzelnen Gruppen überlappen sich jedoch beträchtlich. 
Kappenlanguren sind Pflanzenfresser, die sich vorwiegend von Blättern und Früchten ernähren.

## Fortpflanzung
Nach einer rund 200-tägigen Tragzeit bringt das Weibchen meist zwischen Dezember und April ein einzelnes Jungtier zur Welt, das zunächst weißlich-gelb gefärbt ist. Nicht nur die Mutter, sondern auch die anderen Weibchen der Gruppe kümmern sich um das Jungtier, sie tragen es herum und kuscheln mit ihm. Beim Eintreten der Geschlechtsreife verlassen Männchen und Weibchen ihre Geburtsgruppe.

## Bedrohung
Die Hauptbedrohung der Kappenlanguren stellt die Bejagung wegen des Fleisches und aus medizinischen Gründen dar, hinzu kommt die Zerstörung ihres Lebensraumes durch Waldrodungen. Die IUCN listet die Art als stark gefährdet (endangered).

## Systematik
Es werden drei Unterarten unterschieden:

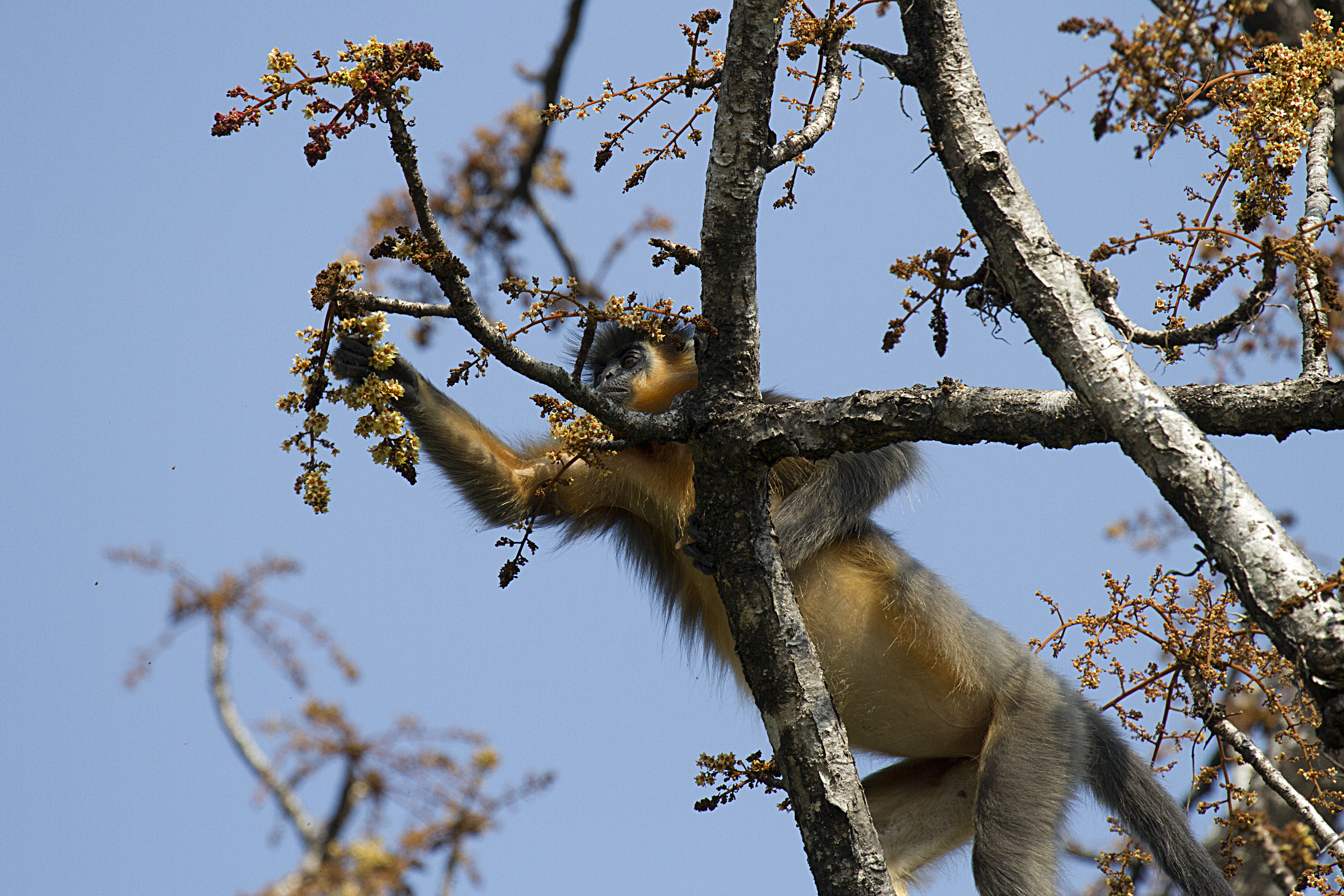
Trachypithecus pileatus tenebricus im Manas-Nationalpark

- T. p. brahma, kommt nur in einem sehr kleinen Gebiet nördlich des Brahmaputras und östlich des Flusses Kameng in den indischen Bundesstaaten Assam und Arunachal Pradesh vor.
- T. p. pileatus, kommt im nordöstlichen Indien südlich des Brahmaputras in den Bundesstaaten Arunachal Pradesh, Assam, Meghalaya und Nagaland, im östlichen Bangladesch und im nordwestlichen Myanmar vor.
- T. p. tenebricus, lebt in einem relativ kleinen Gebiet nördlich des Brahmaputras im östlichen Bhutan und in den angrenzenden Bereichen des indischen Bundesstaates Assam.

T. p. durga ist ein Juniorsynonym von T. p. pileatus. Eine ehemals fünfte Unterart gilt heute als Shortridge-Langur als eigenständige Art. Zusammen mit diesem und dem Goldlangur bildet der Kappenlangur die pileatus-Gruppe innerhalb der Gattung der Haubenlanguren.